# Kareby och Ringby
Kareby och Ringby är en av SCB avgränsad och namnsatt tätort i Kungälvs kommun, cirka fem kilometer norr om Kungälv i Bohuslän och Västra Götalands län. Omfattningen är bebyggelsen i Kareby kyrkby samt öster därom.  

## Befolkningsutveckling
| Befolkningsutvecklingen i Kareby och Ringby 2015–2020 | Befolkningsutvecklingen i Kareby och Ringby 2015–2020 | Befolkningsutvecklingen i Kareby och Ringby 2015–2020 | Befolkningsutvecklingen i Kareby och Ringby 2015–2020 | Befolkningsutvecklingen i Kareby och Ringby 2015–2020 |
| --- | ----------------------------------------------------- | ----------------------------------------------------- | ----------------------------------------------------- | ----------------------------------------------------- |
| |                                                       |                                                       |                                                       |                                                       |
| År |                                                       |                                                       | Folkmängd                                             | Areal (ha)                                            |
| 2015 | 2015                                                  |                                                       | 237                                                   | 56                                                    |
| 2020 | 2020                                                  |                                                       | 236                                                   | 56                                                    |
| Anm.: Ny tätort 2015 (obs tätorten med namnet Kareby och tätortskod före 2015 återfinns under Rishammar), utgjordes tidigare av småorterna Kareby kyrkby och Hanekullen och Kålltorp |                                                       |                                                       |                                                       |                                                       |

## Samhället
Affär, pizzeria, bilverkstad, bilaffär och skola är samlade kring Kareby korsväg som har fyra olika färdriktningar. 

## Sport

### Sportklubbar i Kareby på elitnivå
- Kareby IS

### Arenor och idrottsplatser
- Kareby IP
- Kringledammen